# Rafael García Casanova
Rafael García Casanova (Montevideo, 16 de janeiro de 1989) é um futebolista uruguaio que joga como  
Zagueiro,Lateral-Direito,Volante no Nacional.

## Carreira
Nascido em Montevideo. Joga como Zagueiro.
Formado na base do Nacional, Rafa foi emprestado para o Rampla Juniors por um ano.
Em 2011, voltou para o Nacional.

## Títulos
Nacional
- Campeonato Uruguaio (1): 2011-12